# Vertrag zwischen dem Heiligen Stuhl und der Freien Hansestadt Bremen
Der Vertrag zwischen dem Heiligen Stuhl und der Freien Hansestadt Bremen vom 21. November 2003 normiert das Zusammenwirken der römisch-katholischen Kirche und dem Stadtstaat Freie Hansestadt Bremen, insbesondere die Finanzierung der kirchlichen Arbeit. Er wurde nach der beiderseitigen Ratifizierung zum 14. Mai 2004 in Kraft gesetzt.
Der Vertrag konnte erst zustande kommen, nachdem das Bundesverfassungsgericht entschieden hatte, dass der Bund aufgrund der Kulturhoheit der Länder (Art. 30 in Verbindung mit Art. 70 des Grundgesetzes) nicht das Recht hat, Staatskirchenverträge auf Gebieten der Landesgesetzgebung (insbesondere im Bereich des Schulwesens und des Religionsunterrichts) abzuschließen. Dies gilt auch für Konkordate, da der Heilige Stuhl kein fremder Staat ist.

## Inhalt
In den ersten Artikeln des Vertrags wird Bezug auf Bekenntnis, Glaubensfreiheit und Eigenständigkeit genommen, wobei insbesondere der Art. 4 besonderer Beachtung bedarf, da hier die römisch-katholische Kirche das Recht hat, Ergänzungs- und Ersatzschulen, sowie Hochschulen zu führen sowie anstatt der Biblischen Geschichte ihren eigenen konfessionellen Religionsunterricht zu unterrichten.
Eine Besonderheit ist zudem, dass entgegen Vereinbarungen mit anderen Bundesländern, hier „nur“ an Privatschulen Religionsunterricht im eigentlichen Sinne gewährt werden muss.
In den folgenden Artikeln finden sich Regelungen der Denkmalpflege, Friedhöfe und allgemeinen Vorstellungen.

## Vorgeschichte
Aufgrund der nicht immer von Freundschaft geprägten Geschichte zwischen dem Heiligen Stuhl und der Stadt Bremen kam es erst im Jahr 2003 zu einem Staatskirchenvertrag, auch um die Problematik der Bremer Klausel endgültig zu klären. Die Bremer Klausel gilt in allen alten Bundesländern, die schon vor dem Grundgesetz ein Schulgesetz hatten.
Im Gegenzug kann man davon ausgehen, dass der Heilige Stuhl der Stadt Bremen unter Ankerkennung von Art. 141 des Grundgesetzes relative Rechtssicherheit zusichert, wie es auch in herrschender Literaturansicht vertreten wird.
Auszug:

„Zu Artikel 4 Absatz 3:
(1) Unbeschadet ihrer grundsätzlichen Auffassung, dass das Zusammenwirken von Staat und Kirche im Schulwesen die Erteilung des bekenntnisgebundenen Religionsunterrichts im Sinne von Artikel 7 Absatz 3 Grundgesetz als ordentliches Lehrfach an den öffentlichen Schulen gebietet, nimmt die Katholische Kirche die nach Artikel 141 Grundgesetz und Artikel 32 Landesverfassung der Freien Hansestadt Bremen bestehende Sonderstellung des Unterrichts in Biblischer Geschichte auf allgemein christlicher Grundlage in der Freien Hansestadt Bremen zur Kenntnis.“

Im Vorfeld wurde von Staatsrechtlern diskutiert, ob das Reichskonkordat aus dem Jahr 1933 überhaupt wirksam sei. Das Bundesverfassungsgericht hat festgestellt, dass das Reichskonkordat wirksam zustande gekommen sei und während der Zeit des Nationalsozialismus innerstaatlich galt. Das Konkordat galt auch nach der Gründung der Bundesrepublik Deutschland weiter. Das Bundesverfassungsgericht hat jedoch festgestellt, dass die Länder nicht von Bundeswegen verpflichtet sind, die Bestimmungen des Reichskonkordats einzuhalten.